# Maurice Audin
Pour les articles homonymes, voir Audin.
Pour l'éditeur, voir Maurice Audin (éditeur).
Maurice Audin, né le 14 février 1932 à Béja (Tunisie) et déclaré mort le 21 juin 1957 à Alger, est un mathématicien français. Assistant à l'université d'Alger, il est membre du Parti communiste algérien et militant de l'indépendance algérienne.
Après son arrestation le 11 juin 1957 au cours de la bataille d'Alger, il disparaît et meurt assassiné à une date inconnue. Son corps n'a jamais été retrouvé.
Pour ses proches ainsi que pour nombre de journalistes et d'historiens, notamment Pierre Vidal-Naquet, il est tué pendant son interrogatoire par des parachutistes français. Cette thèse a longtemps été rejetée par l'armée française et l'État français, qui affirmait qu'il s'était évadé, jusqu'à ce que le général Aussaresses affirme avoir donné l'ordre de le tuer au couteau pour faire croire à un meurtre par des Algériens. La première reconnaissance officielle par la France de la mort en détention de Maurice Audin est faite en 2014 par le président François Hollande, sans toutefois rendre publics les documents le confirmant. En 2018, le président Emmanuel Macron reconnaît officiellement les responsabilités de l'État français et de l'armée française dans cet assassinat.

## Biographie

### Famille et enfance
Il est le fils de Louis Audin (1900-1977) et d'Alphonsine Fort (1902-1989), mariés en 1923 à Koléa (Algérie), tous deux issus de familles modestes, lui d'ouvriers lyonnais, elle de paysans de la Mitidja. Au moment de la naissance de Maurice, son père est chef de la brigade de gendarmerie de Béja, dans le protectorat français de Tunisie. Après la Tunisie, Louis Audin est affecté en métropole, puis il passe un concours et devient postier à Alger.

### Études et carrière universitaire
Fils d'un militaire, Maurice Audin devient enfant de troupe et, en 1942, entre en sixième à l'école militaire préparatoire de Hammam Righa ; en 1946, il est admis à l'école d'Autun ; en 1948, renonçant à une carrière d'officier, il revient faire la classe de mathématiques élémentaires à Alger (au lycée Gautier).
Il fait des études de mathématiques à l'université d'Alger, obtenant sa licence en juin 1953, puis un DES en juillet. Dès février 1953, il est recruté comme assistant du professeur René de Possel, poste dans lequel il est titularisé en 1954. Il travaille aussi sur une thèse sur « les équations linéaires dans un espace vectoriel dans le cadre d'un doctorat d'État de mathématiques ».
En janvier 1953, il se marie avec Josette Sempé (1931-2019) ; ils ont trois enfants : Michèle (1954), Louis (1955-2006) et Pierre (1957-2023).

### Engagement politique
Maurice Audin adhère au Parti communiste algérien en 1951, d'abord comme membre de la cellule Langevin de l'Union des étudiants communistes, puis, à partir de 1953, d'une cellule d'Alger. Il fréquente aussi l'association des étudiants musulmans, l'AEMAN (devenue en 1955 l'UGEMA).

### Face à la guerre d'Algérie
Maurice et Josette Audin font partie de la minorité anticolonialiste des Français d'Algérie, pour qui l'indépendance de l'Algérie est une évidence, ce qui est aussi la position du Parti communiste algérien (PCA). Ce dernier est interdit le 13 septembre 1955 et devient une organisation clandestine, négociant avec le FLN.
La famille Audin participe à certaines opérations illégales : en septembre 1956, Maurice organise, avec sa sœur (Charlye, née en 1925) et son beau-frère (Christian Buono), l'exfiltration clandestine à l'étranger de Larbi Bouhali, premier secrétaire du PCA.
En janvier 1957, à la suite des nombreux attentats perpétrés contre la population par le FLN, est lancée l'opération dite « bataille d'Alger », pour laquelle la 10e division parachutiste du général Massu détient les pouvoirs de police dans la zone d'Alger. Cette unité se livre massivement à la torture et aux exécutions sommaires. Paul Teitgen constate 3024 disparitions en un an dans les cinq départements de la région algéroise et le général Massu avance un bilan des pertes de la Zone autonome d'Alger en neuf mois de « moins d’un millier d’hommes, et très probablement le nombre relativement faible de trois cents tués ».
En mars 1957, Maurice Audin héberge un autre dirigeant communiste, l'ouvrier métallurgiste Paul Caballéro, au moment où celui-ci doit être soigné par un médecin, Georges Hadjadj, membre du Parti.

### Arrestation et disparition de Maurice Audin (juin 1957)
L'attentat du Casino de la Corniche cause le 9 juin 1957 huit morts et quatre-vingt-douze blessés, dont une trentaine d'amputés. Les obsèques des victimes, le 11 juin 1957, tournent à l'émeute : plusieurs musulmans, molestés par une foule de jeunes, sont hospitalisés, de nombreux magasins saccagés et quelques voitures incendiées,. Le couvre-feu est instauré en catastrophe à 21 heures. Deux heures plus tard, les parachutistes frappent à la porte de Maurice Audin. Les militaires finissant par menacer d'arrêter la femme du docteur Hadjadj, pris dans une vague d'arrestation, pour la torturer, il leur dit dans la soirée avoir soigné, au domicile de Maurice Audin, le leader communiste Paul Caballéro, favorable dès 1954 à ce que la direction du Parti communiste algérien (PCA) revienne à des « arabo-berbères », contraint à la clandestinité depuis la censure de 1955, mais contre l'implication du PCA dans l’action armée, qui sera libéré en mai-juin 1962,. Le 11 juin 1957, Audin est arrêté à son domicile, par le capitaine Devis et les lieutenants André Charbonnier et Philippe Erulin. Il est transféré vers un lieu de torture le soir même et confondu le 12 juin avec le journaliste Henri Alleg, directeur du quotidien interdit Alger républicain. Une souricière est installée dans l'appartement de la famille Audin, et Henri Alleg y est arrêté. Le futur auteur de La Question, en février 1958, est alors clandestin depuis qu'il a été blessé dans un attentat au plastic contre son quotidien, fermé ensuite par l'Armée et dont l'imprimerie a été affectée à la fabrication du journal de propagande Le Bled. Alleg est l'avant dernier à avoir parlé à Maurice Audin, qu'il a rejoint sur son lieu de torture. Cette double disparition a des effets considérables : c'est le début de l'affaire Audin, dont Alleg sera un des relais, car il est relâché dès la mi-août, ses interrogatoires cessant peu après le décès d'Audin.

### Soutenance de thèsein absentia(décembre 1957)
Au moment de son arrestation, la thèse de Maurice Audin est presque terminée et la soutenance est prévue pour le début de 1958. Au cours de ses recherches, il avait transmis six notes, publiées par l'Académie des sciences. René de Possel avait cité son travail au cours d'un congrès de mathématiciens tenu en Roumanie en 1956. À la fin de 1956, Maurice Audin était venu quelques jours à Paris pour prendre contact avec les mathématiciens Gaston Julia, Henri Cartan et Laurent Schwartz.
Le Monde du 3 décembre 1957 révèle ensuite que « la faculté des sciences de Paris a examiné ce matin la thèse de doctorat d'État rédigée par Maurice Audin avant de disparaître » puis décerné le grade de docteur ès sciences (...) après une soutenance symbolique par René de Possel, son directeur de thèse et président du laboratoire de calcul numérique de l'Institut Henri-Poincaré. Cette soutenance, in absentia, a eu lieu devant un public nombreux,. Le jury est composé de Jean Favard, président, de Laurent Schwartz, rapporteur et de Jacques Dixmier, troisième membre du jury. C'est René de Possel qui expose au tableau les résultats d’Audin.
Maurice Audin est reçu docteur ès sciences, avec mention « très honorable »,.

### Officialisation de la mort (1963 et 1966)
Le corps de Maurice Audin n'ayant pas été retrouvé, son acte de décès est établi par un jugement du tribunal de grande instance d’Alger (1er juin 1963) à la date du 21 juin 1957 ; ce jugement est validé en France par le tribunal de grande instance de la Seine le 27 mai 1966 et inscrit en octobre 1966 sur son acte de naissance, alors au consulat de France à Alger.

## Affaire Audin

### Le contexte du printemps 1957
Au printemps 1957, les militaires soupçonnent les politiques de vouloir négocier avec le FLN alors qu'on leur demande de le combattre et la tentation est grande d'éliminer ceux qui pourraient devenir demain les interlocuteurs du pouvoir politique, comme Larbi Ben M'hidi, le « Jean Moulin » algérien et l'avocat Ali Boumendjel. Dès janvier 1957, le FLN appelle à une grève générale au moment où les Nations unies se réunissent pour débattre de la question algérienne, ce qui s'ajoute aux attentats, causant la panique du ministre résident Robert Lacoste, qui demande au général Massu de démanteler l'appareil politico-militaire du FLN, mission confiée au colonel Yves Godard, ex-volontaire de l'Indochine et futur chef de l'OAS, et au commandant Aussaresses, fondateur à l'été 1947 du 11e régiment parachutiste de choc. Sans formation policière, Aussaresses s'empare par la force, à la préfecture d'Alger, de la totalité du fichier des Renseignements généraux, que ceux-ci renâclent à livrer et 1 500 personnes sont arrêtées dans une première rafle générale, le 15 janvier 1957, à l'issue de laquelle la torture se généralise, pratiquée par des sous-officiers ayant débuté pour certains sous l'uniforme nazi, avant de rejoindre la Légion étrangère qui, dès 1946, recrutait à tour de bras pour la guerre d'Indochine. Chaque jour, l'équipe d'Aussaresses fait le tour des centres d'interrogatoires, et remet à la justice les suspects les moins importants, les « gros poissons » étant achevés.
Le 5 avril 1957, le gouvernement de Guy Mollet, interpellé par une partie des socialistes, dont la fédération d'Alger, des personnalités chrétiennes, et sa propre administration rapportant des « méthodes tirées de l'arsenal de la Gestapo », a « cédé à la pression de l'opinion », en créant une commission de douze membres chargés d'enquêter sur la répression militaire en Algérie dont on vient d'apprendre par Paul Teitgen qu'elle a causé 3 000 disparus depuis seulement janvier. Dans L'Express du 27 mars le général Bollardière avait demandé à être relevé de son commandement pour ne pas avoir à accomplir des actes indignes et Vercors renvoyé sa légion d'honneur au président Coty le 29 mars 1957, jour où un autre résistant célèbre, Paul Teitgen a démissionné de son poste de secrétaire général de la police française à Alger. Le surlendemain sont publiés deux rapports de police, respectivement signés par le commissaire René Gilles et l'officier René Tordoir, évoquant des séances de torture ne concernant pas des militants algériens, effectuées par un député, qui doit rentrer en métropole en mai.
Cinq membres de cette Commission enquêteront sur le cas Audin, se heurtant à la « mauvaise volonté de l'armée » mais « accomplissant un travail indéniable » en « partant enquêter en Algérie » grâce au réseau de la Croix-Rouge, accumulant les témoignages donnés par le syndicat des enseignants, selon l'historienne Raphaëlle Branche.
La revue du FLN, Résistance Algérienne avait ensuite en juin 1957 publié un article intitulé : « Le Pen, député à Paris, tortionnaire à Alger » en référence à sa décoration par le général Massu en mars 1957 peu après les déclarations de ce dernier à Fraternité française, hebdomadaire poujadiste, en mars 1957.

### Plainte de Josette Audin (juillet 1957)
Un aperçu de la situation de la famille Audin est donné le 7 juillet 1957 par le journal Le Monde qui évoque assez longuement la lettre adressée par « Mme Maurice Audin, adjointe d'enseignement au lycée Gauthier à Alger » : après l'arrestation de Maurice Audin le 11, « Mme Audin n'eut de nouvelles de son mari que le 22 juin par la presse qui annonçait son assignation à résidence et par une lettre de M. Pierre Maisonneuve, directeur des cabinets civil et militaire de M. Lacoste, lui faisant savoir que M. Audin […] était en très bonne santé et qu'il lui serait accordé prochainement un permis de communiquer avec lui. […] Le 1er juillet, on lui apprit que M. Audin s'était évadé le 21 juin à 21 heures au cours d'un transport du centre de triage d'El Biar vers une villa de la rue Faidherbe pour interrogatoire. »
Confrontée à ce décalage inquiétant dans l'information qui lui est fournie à dix jours d'intervalle, Josette Audin dépose une plainte contre X pour homicide le 4 juillet 1957 ; une enquête judiciaire est engagée. Josette Audin est assistée par les avocats Jules Borker et Pierre Braun, tous deux membres du Parti communiste français. L'instruction est confiée à un magistrat civil, le juge Roger Bavoillot, précédemment instructeur du cas de Djamila Bouhired.

### L'affaire Audin dans les médias (juillet-août 1957)
L'affaire Audin bénéficie très vite d'une couverture massive et détaillée des médias, car il est loin d'être la première victime d'un drame qui se confirme : entre janvier et septembre 1957, 3 024 personnes arrêtées par les paras ont disparu. L'Humanité mentionne le 4 juillet sa disparition, évoquée à l'assemblée dès le 17 juillet par le président du groupe parlementaire puis liée au sort d'Henri Alleg. Audin est cité en première page le 13 août  puis le 24 lors d'un courrier au gouvernement de Jacques Duclos, numéro deux du PCF. Le 17 août, le quotidien cite longuement le rapport de la Commission internationale sur le système concentrationnaire de Louis Martin-Chauffier.
Dans Le Monde, en juillet-août 1957, « l'affaire Alleg » est au premier plan, jusqu'à ce qu'il soit finalement inculpé (23 août). En août, la disparition de Maurice Audin prend une grande importance pour de nombreux quotidiens : le 13 est citée une seconde lettre de Josette Audin, où elle évoque « les bruits [qui] courent à Alger selon lesquels mon mari serait détenu dans un camp secret », puis le 24 sa lettre à la Commission de sauvegarde des droits et libertés individuels.
Au cours de la seule 2e quinzaine d'août 1957, Le Monde  consacre cinq articles à l'ébullition causée par sa disparition dans le monde enseignant, après une lettre titrée Qu'est devenu Maurice Audin ?, de Jean Gillet, de la Sorbonne, qui sans le connaitre affirme avoir lu dans Le Monde la lettre angoissée de sa femme. Le quotidien publie dans les six jours suivants deux autres lettres identiques, celle de six professeurs de l'Université, réunis à Londres, puis celle d'un agrégé de philosophie,.
Le 28 août, un 4e article du Monde récapitule les dizaines de lettres reçues d'enseignants de toute la France et d'Algérie, en établissant un lien direct avec les précisions obtenues dans l'enquête sur l'Affaire de la torture d'Henri Alleg
. Deux hebdomadaires, repris par les quotidiens, détaillent les circonstances de sa disparition Témoignage chrétien et L'Express en étayant les doutes de sa veuve sur la version des parachutistes et en déclarant qu'il est inclus dans les nombreux dossiers qu'examinera au cours de sa prochaine réunion la  commission de sauvegarde. Le Monde précise qu'un mouvement réunissant cent-cinquante universitaires a adressé au ministre de l'éducation nationale un télégramme inquiet puis début septembre, comme Le Figaro, détaille le communiqué de la Fédération de l'Éducation nationale déplorant que les autorités se soient bornées à donner des « renseignements fragmentaires et contradictoires ».
Dans plusieurs numéros du début septembre 1957, Le Figaro estime qu'il est souhaitable pour tous que la lumière soit faite au plus tôt sur cette affaire puis souligne que la Ligue des droits de l'homme et la Faculté des Sciences s'inquiètent du sort du mathématicien. Courant septembre, Le Monde publie de nouvelles protestations, d'un groupe de trente universitaires et de deux déclarations successives du syndicat CFTC des universités, qui déplore que « l'administration universitaire, dont la bonne volonté ne semble pas en cause, ne peut s'informer du sort d'un membre de l'Université détenu durant des semaines en dehors de toute décision et de tout contrôle de l'autorité judiciaire » puis que « l'administration universitaire n'a plus, dans les départements d'Algérie, les possibilités d'action et même d'information indispensables pour qu'y soit garantie aux enseignants publics la sécurité morale et physique à laquelle ils ont droit ». Peu après, Émile Pierret-Gérard, président d'une association de résistants, démissionne pour protester et cinquante-cinq enseignants du lycée Chaptal écrivent au ministre de l'éducation nationale pour réclamer une enquête sérieuse sur la disparition de Maurice Audin. Parmi les enseignants connus qui protestent, Jean Bruhat, Georges et Jean-Claude Margolin, René Zazzo, Yves Lacoste, Pierre Vidal-Naquet, Paul Veyne. Début septembre, Josette Audin prend contact avec certains, dont Pierre Vidal-Naquet, qui lui propose une étude circonstanciée de l'arrestation de son époux. La présence médiatique ne se relâche pas avec le temps. Deux ans après, dans son éditorial au Journal la radio publique à 20 heures, consacré à « l'affaire Audin », le gaulliste Maurice Clavel évoque « l'agitation un peu intéressée contre la torture » pour demander qu'on « s'en prenne à la racine de toutes les horreurs », la guerre, via « une paix juste » en Algérie, mais s'indignant que certains s'acharnent contre lui et « préparent son procès par contumace devant la justice »

### Création du Comité Audin
En 1957, plusieurs personnes sont à l'origine du premier Comité Audin : un professeur d'anglais du prytanée militaire de La Flèche, Jacques-Fernand Cahen, lui aussi entré en contact avec Mme Audin, a l'idée de créer un « comité pour la recherche de Maurice Audin » ; deux assistants, Michel Crouzet et Luc Montagnier lancent une pétition nationale. Le comité est créé en novembre 1957 chez le professeur Benjamin Weill-Hallé. Il a pour président le mathématicien Albert Châtelet, à qui succède Laurent Schwartz également mathématicien, et pour vice-présidents l'historien Henri-Irénée Marrou et le géographe (membre du PCF) Jean Dresch. Le comité, qui inclut aussi Jacques Panijel, Madeleine Rebérioux, etc., se réunit par la suite régulièrement jusqu'en 1962.
Sa première manifestation d'existence est une conférence de presse le 26 novembre 1957, en présence de Louis Gernet, de l'historien Jean-Pierre Vernant, de Josette Audin et de Jules Borker.
Parallèlement, Josette Audin milite aussi contre les disparitions avec d'autres familles de victimes, dont Djamila Briki.
Un second comité Audin est créé en janvier 1958 à Caen, où l'historien Pierre Vidal-Naquet est assistant à la faculté des lettres. Ce second comité inclut notamment Jacques et Mona Ozouf, Jean-Claude et Michelle Perrot, alors professeurs de lycée.

### Le livre de Pierre Vidal-Naquet:L'Affaire Audin(mai 1958)
L'enquête de Pierre Vidal-Naquet est résumée dans un livre publié le 12 mai 1958, la veille de l'insurrection d'Alger qui amène le retour au pouvoir du général de Gaulle. Il prouve que l'évasion, impossible, est entièrement inventée et que Maurice Audin a subi une séance de torture, le 21 juin 1957 par le lieutenant Charbonnier, aide de camp du général Massu et adjoint du général Aussaresses.
Le livre de Pierre Vidal-Naquet révèle qu'Alleg et Hadjadj n'ont jamais réellement vu le transfert d'Audin et n'en ont qu'entendu parler, par Charbonnier, mais aussi les faux montés pour dissimuler le crime par les militaires, le fait qu'on n’a retrouvé aucune trace, ni douille des tirs de mitraillette et qu'il a été « oublié » d'établir immédiatement un bulletin de recherches ou encore que l'évasion ne pouvait pas avoir eu lieu dix minutes après le départ de la Jeep.

### L'offensive contre l'article de 1959 citant un probable assassin
Ce n'est qu'un an et demi après le livre de Vidal-Naquet que parait la troisième production du Comité Audin, après la brochure « L’Affaire Audin » et le livre du même nom, un article du 2 décembre 1959 titré « Nous accusons : dossier sur la torture et la répression en Algérie », dans lequel André Charbonnier, récemment promu capitaine, malgré une réputation sulfureuse,,,, est présenté non seulement comme le tortionnaire mais aussi le probable assassin d'Audin. Quatre décennies plus tard, le général Aussaresses, dont il était l'adjoint, contredira cet article dans un entretien au Monde du (23 novembre 2000), en défendant l'utilité de la torture et en affirmant que Charbonnier n'était pas dans le secteur lors du meurtre.
L'article du 2 décembre 1959 se base sur des « informations nouvelles » fournies six mois plus tôt à la Justice par Paul Teitgen, secrétaire général de la police française à Alger, qui avait démissionné le 29 mars 1957 pour protester contre la torture. Témoignant au procès de Rennes, le 14 septembre 1959, il affirme que Jean Builles, commissaire central de la ville d’Alger, lui a rapporté les propos d'un officier de police détaché à l’état-major, affirmant qu'André Charbonnier aurait étranglé Audin « dans un accès de colère motivé par ses réticences ». Le tribunal demande alors à Jean Builles de confirmer à la barre ce témoignage et ce dernier s'exécute mais sans pouvoir donner de détail attestant que le décès a suivi de peu cet étranglement. En septembre 1957, pour recouper, Vidal-Naquet avait rencontré les commissaires René Gille et Jacques Pernet, qui avaient aussi rejeté la version officielle, mais Gille ne l'avait pas informé de son rapport du 1er avril 1957 écrit le même jour que celui de l'officier de police René Tordoir, concernant Jean-Marie Le Pen.
Le 15 septembre 1959, le préfet de police Maurice Papon fait saisir à Colombes 3 500 exemplaires de l'article, d'abord publié sous forme de brochure. Une réimpression, après des vérifications, est discrètement faite en décembre.
Repris par Libération, France-Observateur, L’Express, Témoignage chrétien et Réforme puis Le Monde, avec un éditorial du rédacteur en chef adjoint Jacques Fauvet, l'article est accusé par le ministère de la Justice, d'empiètement sur l’instruction du procès de Rennes. Marcel Péju estime dans Les Temps modernes que cela est une « nouvelle affaire Dreyfus », mais observe que Le Parisien libéré, Le Figaro, L’Aurore et France-Soir, n'y ont consacré que de courts articles,.
Les accusations du Comité Audin contre André Charbonnier sont l'une des causes de la Semaine des barricades,, révolte des partisans de l'Algérie française, du 24 janvier au 1er février 1960 à Alger,, d'autant qu'une rumeur circule chez les nombreux officiers convoqués à Rennes pour témoigner, prêtant au général de Gaulle le fait qu'il envisage bien cinq ans de travaux forcés pour Charbonnier, sur fond d'emportement du général Massu, qui s'épanche lors d'une interview organisée par l'état-major avec le journal allemand Süddeutsche Zeitung et son envoyé spécial Ulrich Kempski le 10 janvier 1960, qui lui a promis de ne pas citer son nom, et de lui faire relire l'article avant publication mais ne tient pas parole. Massu déclarant « De Gaulle était le seul homme à notre disposition. Mais l'armée a peut-être fait là une faute », ce dernier le relève le 19 janvier de son commandement et le rapatrie en métropole, épisode considéré comme une première étape vers le Putsch des généraux d'Alger et la création de l'OAS. Au même moment, début janvier 1960, les juges ordonnent le seul renvoi devant le tribunal de Rennes du capitaine André Charbonnier. Les autres militaires n'y comparaitront que comme témoins mais cette décision de Justice n'empêche pas quelques jours après le déclenchement de la Semaine des barricades, qui oblige le 29 janvier De Gaulle à une allocution télévisée en uniforme pour appeler l'armée à ne pas soutenir les insurgés. Trois jours avant les émeutes, le 20 janvier 1960, La Voix du Nord publie un long article de Georges Ras, proche des tortionnaires d’Audin et futur chef de l'« Action psychologique et propagande » de l'OAS. Envoyé spécial en Algérie, il participera quelques jours plus tard, à la Semaine des barricades. Son article accuse le comité Audin d'abus de confiance et ce dernier porte plainte en diffamation. Au même moment, un article de Pierre Boutang, directeur de La Nation française, petit journal maurrassien, favorable à l’Algérie française, titré « De Raymonde Peschard à Maurice Audin », fait implicitement référence à cette militante communiste retrouvée morte le 26 novembre 1957 dans un maquis alors qu'on la pensait éliminée lors d'une séance de torture. Seul le quotidien Paris Presse en cours d'absorption par France-Soir reproduit cette enquête.
L'une des conséquences immédiates de la Semaine des barricades est qu'André Charbonnier est élevé au rang d'officier de la Légion d'honneur, selon le Journal officiel du 28 février 1960,. Le commandant Aussaresses a lui été écarté dès 1957.
Lors des audiences publiques du « procès des barricades » qui a démarré au mois de novembre 1960, suivi par la fondation l'OAS en décembre 1960, l’affaire Audin, toujours à l'instruction, est évoquée par trois fois, dans deux par les futurs putschistes d'avril 1961. D'abord le 14 décembre 1960, quand le colonel Godard voit dans « la relance de l’affaire Audin » la cause de l’échauffement des esprits, puis le 17 décembre, quand, à Rennes, Massu dénonce les conditions d'instruction de la mort d'Audin. Le 13 janvier 1961, son chef d'état-major, le colonel parachutiste Broizat, relevé de son commandement pour avoir refusé d'envoyer le 1er régiment de chasseurs parachutistes contre les émeutiers, va rendre un « hommage » ironique au Comité Audin pour avoir montré que l’armée ne croyait voir que des terroristes à part entière. Peu avant le début du procès, le 20 octobre 1960, une lettre ouverte de Laurent Schwartz à Pierre Messmer révèle que le mathématicien militant au Comité Audin a été suspendu de son poste à l’École polytechnique. Dès janvier 1961, en plein « procès des barricades », il n’y a presque plus d’actes d’instruction dans le procès Audin, qui s’enlise. L'appartement de Laurent Schwartz sera plastiqué le 14 mars 1962, jour où l'on a appris que dans le procès en diffamation contre La Voix du Nord la chambre criminelle de la Cour de cassation annule l'arrêt de la cour d’appel de Douai, et renvoie les deux parties devant celle d’Amiens.

### Les précisions ultérieures sur les derniers instants de Maurice Audin
À l'été 2000, un témoignage sur la torture publié par Le Monde déclenche de multiples réactions, d'abord d'Aussaresses, par ailleurs alors impliqué dans l'Affaire Elf, qui estime que « tout le monde savait » dans le JDD le 25 juin, puis de son supérieur le général Massu, estimant que la plupart des tortures durant la Guerre d'Algérie auraient pû être évitées. Michel Charbonnier, fils du lieutenant André Charbonnier, décédé cinq ans plus tôt, écrit alors à l'hebdomadaire Marianne le 24 juillet 2000 pour déclarer que son père a bien arrêté et interrogé Maurice Audin, ensuite transmis à l'échelon hiérarchique supérieur de la 10e division parachutiste, lieu où est intervenu le décès, un autre officier se chargeant d'achever la victime par un coup de poignard, comme c'était l'habitude des tortionnaires, afin de faire croire, en cas de problème, qu'il a été tué par un arabe. Le général Aussaresses, chargé de ces exécutions accorde ensuite, à partir du 23 novembre 2000, une série d'entretiens au Monde, qui fera de lui un portrait flatteur, démenti sur les faits par Libération, pour qui il a longtemps été très mal vu par nombre de militaires.
Le 16 mai 2001, Aussaresses, reconnaissant que c'est lui qui a ordonné à André Charbonnier d'interroger Maurice Audin, Josette Audin dépose une plainte pour séquestration et crime contre l'humanité. De nouveau, un non-lieu est prononcé en juillet 2002. Aussaresses ne reconnaitra que beaucoup plus tard qu'il a aussi ordonné d'achever Audin, après avoir entre-temps accusé Massu, disparu depuis 2002.
Le mois suivant, en juin 2001, dans l'émission de télévision d'Élise Lucet, Pièces à conviction, Michel Charbonnier confirme que c'est son père qui s'était en 1957 « déguisé en Maurice Audin » dans une jeep pour faire croire à une évasion. Le conducteur de la jeep, Yves Cuomo, bardé de décorations après la Guerre, avait donné une interview le 11 mai, à la République des Pyrénées prétendant avoir été manipulé et avoir transporté « un prisonnier cagoulé » dont il n'aurait, en conséquence, jamais vu le visage.
En 2014, un livre de Jean-Charles Deniau, écrit avec un témoignage supplémentaire d'Aussaresses reprend la précision donnée dès mars 2012 par un livre et une série d'articles de la journaliste Nathalie Funes, qui a retrouvé un extrait d'un manuscrit du colonel Godard conservé dans ses archives privées, puis après sa mort à la Hoover Institution. Le texte manuscrit affirme qu'Audin, a été exécuté par erreur à la place d'Henri Alleg, par le lieutenant Gérard Garcet, aide de camp de Massu et adjoint d'Aussaresses,,, ce qui semble plausible à l'historien spécialiste des questions militaires, Jean-Charles Jauffret, qui rappelle que les traces écrites sont très rares dans ce genre d'affaire, de tels ordres étant donnés par téléphone ou via un messager, toujours par oral. Entre-temps, Josette Audin avait pu consulter en 2012 les archives du ministère de la Défense et constater qu'elles ont été depuis longtemps « nettoyées ».
En juin 1957, Massu souhaitant réorganiser son état-major pour y faire monter Yves Godard, chargé par ailleurs, avec le capitaine Paul-Alain Léger de l'opération infiltration et de la manipulation  nommée « Bleuite », pour susciter des purges internes meurtrières au sein de l'Armée de libération nationale (ALN), notamment la partie dirigée par le colonel Amirouche Aït Hamouda. Muté à Nevers, après la Semaine des barricades de janvier 1960, Godard sera un des dirigeants du Putsch des généraux d'Alger de 1961.
Avec Gérard Garcet, il avait fait partie du « Bataillon Crève-cœur », des volontaires français placés sous le commandement du général Ridgway dans la Guerre de Corée, menée par les Américains, dont la France espérait en retour un plus grand soutien à la Guerre d'Indochine. Gérard Garcet, second du commandant Paul Aussaresses, 36 ans, au QG de la torture de la Villa des Tourelles, bénéficiait en 1957 de la notoriété liée au personnage central de Crèvecœur, documentaire de progagande sorti en 1955 et nommé à Hollywood pour un Oscar en 1956, parrainé par le ministère de la Défense et l’officine anticommuniste « Paix et liberté ». Ce film opposait à la figure d'Henri Martin, marin qui refuse de participer à la guerre d’Indochine, celle de Garcet, avec un monologue intérieur décrivant les espoirs et le sacrifice de ces « combattants de la liberté », au moment où des centaines de milliers d’affiches détournent la Colombe de la paix de Picasso, pour en faire un char d’assaut soviétique,. Lancé au moment des manifestations de mai 1952 contre Ridgway, ce film raconte la percée d'octobre 1951, qui avait vu le 23e RI s'emparer au lance-flammes, en perdant la moitié de ses hommes, du dernier piton, le "Crève-cœur", du nom du général Jean Boucher de Crèvecœur , qui avait dirigé ensuite une colonne ayant tenté de sauver les assiégés de Ðiện Biên Phủ et à qui son engagement pour l'Algérie française vaudront d'être muté en 1960 en France. Lors de sa sortie en salles, les communistes français détruisirent la salle de projection. En Algérie, Massu et Aussaresses avaient chargé Garcet de recruter les parachutistes affecté à la torture au sein d’un «  bureau spécial ».

### L'enquête de la Justice
L'enquête de la Justice est freinée par le risque d'être transférée aux tribunaux militaires, les officiers ayant conservé des documents manuscrits permettant de disculper les exécutants, puis entravée par plusieurs lois d'amnistie discrètement négociées par les militaires pour accepter de déposer les armes en 1962, renforcées en 1966. Le comité Audin doit aussi se concentrer sur le procès en diffamation lancé au cours de l'année 1960.
À la demande des avocats de Josette Audin, l'instruction est transférée à Rennes en avril 1959 peu avant la création de la lettre anticommuniste Armée-Nation le 17 juin 1959, qui est peu à peu reçue régulièrement par une partie des officiers supérieurs, avec treize numéros publiés jusqu'en juin 1960 . Parmi ses rédacteurs, les « Algérie française » de l'École de guerre qui organiseront en avril 1961 le « complot de Paris » autour du général Jacques Faure, les capitaines Morin et de Gorostarzu, les civils Raoul Girardet, Jacques Laurent et Jules Monnerot ou encore le Commandant Robert Casati, futur responsable de l'OAS, qui décédera à la prison de Fresnes des suites d'une maladie mal soignée. L'instruction se heurte en effet aux résistances des officiers supérieurs interrogés, malgré l’intervention du ministre de la Justice choisi par De Gaulle, l'ex-résistant Edmond Michelet, qui soutient son administration et encourage les magistrats à ne pas céder aux intimidations. De Gaulle obtient la création d'une commission d'enquête constituée de deux généraux et quatre magistrats, présidée par l'avocat général Gerthoffer, qui décide début janvier 1960 que seul Charbonnier doit comparaitre,,, ce qui met en colère le général Massu, ce dont il s'épanche dans la presse, déclenchant son éviction et dans la foulée la Semaine des barricades de la fin janvier 1960. Le commandant Paul Aussaresses est entendu comme témoin le 21 mars 1960, le lieutenant devenu capitaine André Charbonnier comme suspect le 25 avril puis le général Massu comme témoin le 19 septembre. Charbonnier nie son implication et jusqu’à la pratique même de la torture dans l'armée. En avril 1961, cinq colonels participeront au Putsch des généraux André Zeller, Maurice Challe, Edmond Jouhaud et Paul Gardy : Antoine Argoud, Yves Godard, Charles Lacheroy, mais aussi Jean Gardes et Joseph Broizat dont plusieurs rappelés en métropole puis repartis clandestinement en Algérie.
L'instruction n'est toujours pas terminée à la fin de la guerre (mars 1962. Le 22 mars 1962, un décret déclare amnistiés « les faits commis dans le cadre des opérations de maintien de l'ordre dirigés contre l'insurrection algérienne ». En conséquence, un non-lieu est prononcé en avril 1962, pour insuffisance de charges. De plus, le décret du 22 mars 1962 amnistie « les faits commis dans le cadre des opérations de maintien de l'ordre dirigées contre l'insurrection algérienne ». Les avocats font appel puis saisissent la Cour de cassation,.
Un second décret, le 18 juin 1966, qui « semble rédigé exprès pour cette affaire », selon les historiens, élargit l'amnistie aux infractions « commises dans le cadre d'opérations de police administrative ou judiciaire », comme le précise son article 3. Il en résulte que, six mois plus tard, la Cour de cassation (qui avait attendu plus de quatre ans pour statuer) déclare éteinte l'action de Josette Audin. Elle déclare n'y avoir lieu à statuer sur le pourvoi, les faits allégués par la partie civile étant amnistiés par une loi du 17 juin de cette année.
Dans le procès en diffamation, où l'un des défenseurs du comité Audin est Robert Badinter, après dix ans de procédure, et en novembre 1967 un premier arrêt de la cour d'appel d'Amiens, le journal La Voix du Nord et son journaliste furent condamnés le 7 janvier 1970 pour diffamation.

### La reconnaissance du crime par le ministre Robert Badinter en 1983
Par un arrêté de Robert Badinter en date du 21 novembre 1983, Josette Audin et ses trois enfants reçurent chacun une indemnité de 100 000 francs que son avocat réclamait depuis 1968, une décision prise pour témoigner de la reconnaissance du crime par l’État. Peu de temps auparavant, le 13 juillet 1983, elle avait été faite chevalier de la Légion d'honneur.

### Développements récents (2001-2019)

#### 2009: la fille de Maurice Audin refuse la Légion d'honneur
En juin 2007, Josette Audin écrit à Nicolas Sarkozy, récemment élu président de la République, pour lui demander que soit éclairci le mystère de la disparition de son mari et pour que la France assume sa responsabilité dans cette affaire. Le 1er janvier 2009, sa fille, Michèle Audin, refuse la Légion d'honneur au motif que le président n'avait pas donné suite à la demande de sa mère ni même répondu à sa lettre.

#### Les annonces de François Hollande fin 2012 et en 2014
Fin 2012, le président François Hollande veut « faire de ce cas une illustration des nouvelles relations entre la France et l'Algérie » et souligne « l'importance de la vérité sur la colonisation, sur la guerre, sur les mémoires blessées », en annonçant que le ministre de la Défense va recevoir la veuve de Maurice Audin « afin de [lui] remettre en mains propres l'ensemble des archives sur la disparition de [son] mari ». François Hollande se rend ensuite devant la stèle élevée à la mémoire de Maurice Audin à Alger.
Le 8 janvier 2014, le Grand Soir 3 rappelle que les archives relatives à l’affaire Maurice Audin ont été récemment ouvertes par François Hollande et en juin 2014, ce dernier, dans un message adressé à l'occasion du prix de mathématiques Maurice-Audin, reprend la position de Robert Badinter en 1983, et reconnaît officiellement au nom de l'État français que Maurice Audin ne s'est pas évadé, qu'il est mort en détention, comme l'établissent, explique-t-il, les nombreux témoignages et documents disponibles.

#### Les déclarations de 2017
Dès l'élection du président Emmanuel Macron, un groupe de personnalités comprenant des historiens, des artistes, des journalistes demandent au chef de l'État de mettre à disposition les documents mentionnés dans le message de François Hollande de juin 2014.
Le 12 janvier 2018, le mathématicien et député Cédric Villani indique qu’après avoir parlé de l’affaire Audin avec le président Emmanuel Macron, il peut déclarer que : « Maurice Audin a été exécuté par l’Armée française », tout en affirmant qu'il n'y avait aucune trace de cette exécution dans les archives.
Le 14 février 2018, les deux députés, Cédric Villani et Sébastien Jumel, appellent lors d'une conférence de presse commune, à une reconnaissance officielle de l'assassinat de Maurice Audin par l'armée française, en présence de Josette Audin et son fils Pierre.
Le 13 septembre 2018, le président Emmanuel Macron reconnaît, entre autres, la responsabilité de l’État français dans la disparition de Maurice Audin, en présence de sa famille, au domicile de Josette Audin à Bagnolet.
Josette Audin meurt le 2 février 2019.
Le 11 juin 2019, un cénotaphe est inauguré au cimetière du Père-Lachaise (76e division).
Le 10 septembre 2019, un arrêté du Premier ministre annonce l'ouverture des archives publiques françaises relatives à la disparition de Maurice Audin,.

## Hommages

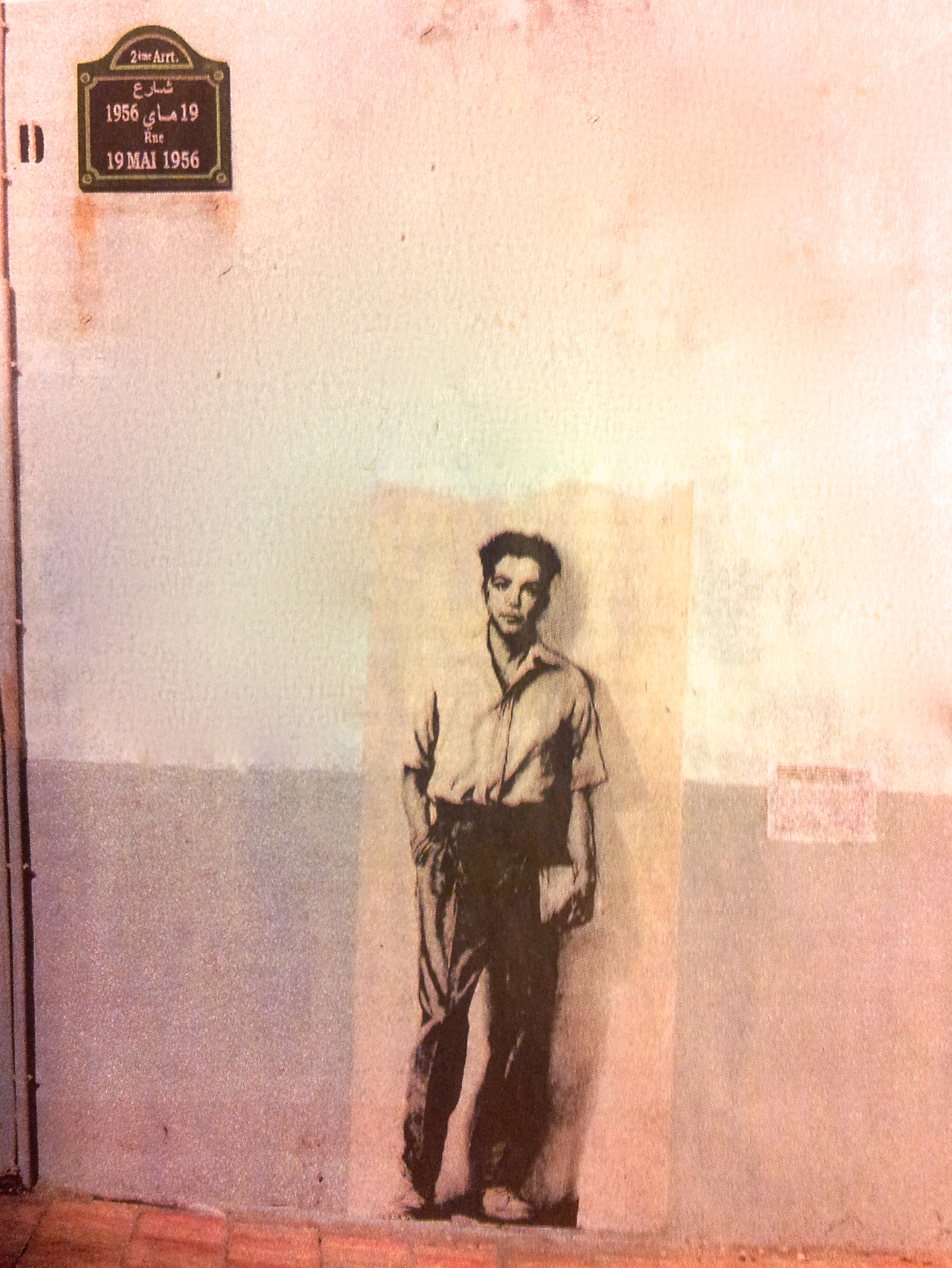
Portrait de Maurice Audin, peint sur le mur, rue 19 mai 1956 à Alger.

- L'« Association Maurice Audin » organise le prix de mathématiques Maurice-Audin décerné chaque année à deux lauréats, un mathématicien exerçant en Algérie, un mathématicien exerçant en France. Le prix a été remis entre 1958 et 1963, puis de nouveau dans les années 2000[17]. Les présidents en exercice des deux principales sociétés savantes de mathématiques, la Société mathématique de France (SMF) et la Société de mathématiques appliquées et industrielles (SMAI) sont membres du jury ; les deux autres membres sont des mathématiciens algériens.
- En 1960, le peintre algérien Mohammed Khadda a intitulé l'une de ses toiles Hommage à Maurice Audin. Elle est conservée depuis 1991 au musée national des Beaux-Arts d'Alger.
- À Alger, une place du centre-ville, à proximité de l'université, porte son nom. Sur cette place Maurice-Audin se trouve, notamment, le siège d'Air Algérie. Par extension, tout le quartier allant de la Grande Poste à l'avenue Mourad-Didouche est désormais appelé « Audin » par les jeunes Algérois.
- Le poète algérien Messaour Boulanouar a dédié à sa mémoire l'un de ses longs poèmes.
- Ernest Pignon-Ernest a réalisé, en 2003, une « intervention urbaine » à Alger, intitulé « Parcours Maurice Audin »[21],[105].
- Une place Maurice-Audin est inaugurée le 26 mai 2004 à Paris par le maire de la capitale, Bertrand Delanoë, dans le 5e arrondissement, au croisement de la rue des Écoles et de la rue Saint-Victor[106].
- À Vaulx-en-Velin (France), la rue « Maurice-Audin » accueille l'École nationale des travaux publics de l'État (ENTPE) et l'École nationale supérieure d'architecture de Lyon (ENSA Lyon).
- Une rue du « Professeur-Maurice-Audin » lui rend hommage à Rennes.
- La 38e promotion de l'École nationale d'administration d'Alger, sortant en juin 2005, porte le nom de Maurice Audin.
- L'École nationale polytechnique d'Oran (ENPO), créée en 2012, est baptisée du nom de Maurice Audin en vertu de l'instruction no 1086 du 13 décembre 2016 du directeur du cabinet de la présidence de la République algérienne.
- Un gymnase nommé Maurice-Audin lui rend hommage à Saint-Vallier (Saône-et-Loire).
- Un quai Josette-et-Maurice-Audin situé sur les berges du Canal à Aubervilliers près du centre commercial Le Millénaire et réalisé par la SEM Plaine Commune Développement pour l'EPT Plaine Commune a été inauguré le 6 juillet 2019 par la maire d'Aubervilliers Mériem Derkaoui[107].
- Un collège « Josette et Maurice Audin » à Vitry-sur-Seine rend hommage au couple[108].
- À la fin de l'année 2020, une trentaine de rues et lieux publics porte le nom de « Maurice Audin »[réf. souhaitée].
- À Bagnolet, le parc du Château de l'Étang est rebaptisé Parc Josette-et-Maurice Audin.

## Les chaires Maurice Audin
En 2020, le CNRS, l’Ambassade de France en Algérie et le Ministère algérien de l’Enseignement Supérieur et de la Recherche Scientifique s’associent pour créer une chaire de mathématiques en mémoire de Maurice Audin, assistant de mathématique français de la faculté d’Alger, disparu de la guerre d’Algérie. 
Un mathématicien ou une mathématicienne membre d’un laboratoire algérien ou d’une université algérienne est accueilli dans un laboratoire français et un mathématicien ou une mathématicienne membre d’un laboratoire français est accueilli dans un laboratoire ou une université algérienne. Ces chaires sont en quelque sorte victimes collatérales de la pandémie de covid-19. L’NSMI a effectivement attribué la chaire en 2020  et a publié le communiqué suivant :
« Le premier lauréat de la chaire en mémoire de Maurice Audin accueilli dans un laboratoire en France est Abdennasser Chekroun, maître de conférence à l’université Abou Bekr Belkaid de Tlemcen. Il est accueilli à l’Institut Camille Jordan pour un travail en collaboration avec Laurent Pujo-Menjouet, maître de conférence à l’Université Claude Bernard ».
Un appel à candidature 2022 figure sur le site du CNRS.

### Témoignages
- Henri Alleg, La Question, Paris, Éditions de Minuit, 1958 ; rééditions : Jean-Jacques Pauvert, 1965 ; Éditions de Minuit, 1986  (ISBN 2-7073-0175-2).
- Michèle Audin, Une vie brève, Paris, Gallimard, coll. « L'arbalète », 2013, 182 p. (ISBN 978-2-07-014001-5).
- Paul Aussaresses, Jean-Charles Deniau et Madeleine Sultan, Général Aussaresses – « Je n'ai pas tout dit », Monaco/Paris, Éditions du Rocher, 2008, 297 p. (ISBN 978-2-268-06514-4)
- Laurent Schwartz, Un mathématicien aux prises avec le siècle, Paris, éditions Odile Jacob, 1997, 528 p. (ISBN 2-7381-0462-2, lire en ligne).
- Jean-Charles Deniau, La Vérité sur la mort de Maurice Audin, Éditions des Équateurs, coll. « Documents », 2014, 267 p. (ISBN 978-2-84990-263-9 et 2-84990-263-2).

### Ouvrages historiques
- Jean Monneret, Histoire cachée du Parti communiste algérien : de l'Étoile nord-africaine à la bataille d'Alger, Via Romana, 2016  (ISBN 978-2-37271-050-3).
- Pierre Vidal-Naquet, L'Affaire Audin, Paris, Éditions de minuit, 1958 ; rééd.  L'Affaire Audin, 1957-1978, Paris, Éditions de minuit, 1989, 189 p. (ISBN 2-7073-1317-3).
- Pierre Vidal-Naquet, L'affaire Audin par les tracts, Revue de la Bibliothèque nationale de France, no 10, 2002 ; p. 35-41.

### Sur le Comité Audin
- François-René Julliard, « Le Comité Maurice-Audin : s'engager contre la torture », Le Mouvement social, Éditions de l'Atelier et Presses de Sciences Po, vol. 2, no 267,‎ 2019, p. 63-79 (ISSN 0027-2671 et 1961-8646, OCLC 473075003, DOI 10.3917/LMS.267.0063)..

### Audiovisuel
- « La vérité sur la mort de Maurice Audin », le 14 janvier 2014, dans L'Heure du crime de Jacques Pradel sur RTL.
- « Torture et exécutions sommaires au nom de la République française pendant la guerre d'Algérie », entretien avec Raphaëlle Branche, La Grande H., l'émission d'histoire du Média, 1er novembre 2018.

### Archives
- Inventaire du fonds d'archives du Comité Maurice Audin conservé à la bibliothèque La Contemporaine.